# Богородичина црква у Наклу
Богородичина црква је оштећена и спаљена црква у Наклу, насељеном месту на територији општине Пећ. Припадала је Епархији рашко-призренске Српске православне цркве. Саграђена је 1985. године.

## Разарање цркве 1999. године
Након доласка италијанских снага КФОР-а, црква је демолирана и потом спаљена од стране албанских екстремиста.